# Tricentrogyna notata
Tricentrogyna notata là một loài bướm đêm trong họ Geometridae.